# Theraps godmanni
Theraps godmanni är en fiskart som först beskrevs av Günther 1862.  Theraps godmanni ingår i släktet Theraps och familjen Cichlidae. Inga underarter finns listade i Catalogue of Life.